# Abigail Hawk
Abigail Hawk (Chicago, 23 maggio 1982) è un'attrice statunitense, attiva prevalentemente in campo televisivo.
Tra i suoi ruoli principali figura quello del detective Abigail Baker nella serie TV Blue Bloods.

## Filmografia

### Cinema
- Across the Universe (2007)

### Televisione
- Law & Order - Unità vittime speciali (paramedico, 8x1, 2006; Maggie Householder, 19x13, 2018)
- Blue Bloods (Detective Abigail Baker, tutti episodi, 2010-2024)
- Body of Proof (Jenny Avery, 1x4, 2011)